# Panama a 2020. évi nyári olimpiai játékokon
Panama a japán Tokióban megrendezett 2020. évi nyári olimpiai játékok egyik részt vevő nemzete volt. Az országot 5 sportágban 10 sportoló képviselte, akik érmet nem szereztek

## Atlétika
Férfi
| Versenyző          | Versenyszám | Előfutam | Előfutam | Elődöntő      | Elődöntő      | Döntő   | Döntő    |
| Versenyző          | Versenyszám | Idő      | Hely.    | Idő           | Hely.         | Idő     | Helyezés |
| ------------------ | ----------- | -------- | -------- | ------------- | ------------- | ------- | -------- |
| Alonso Edward      | 200 m       | 20,60    | 2.       | nem ért célba | nem ért célba | kiesett | kiesett  |
| Jorge Castelblanco | Maraton     |          |          |               |               | 2:33,22 | 75.      |

Női
| Versenyző       | Versenyszám | Előfutam | Előfutam | Elődöntő | Elődöntő | Döntő | Döntő    |
| Versenyző       | Versenyszám | Idő      | Hely.    | Idő      | Hely.    | Idő   | Helyezés |
| --------------- | ----------- | -------- | -------- | -------- | -------- | ----- | -------- |
| Gianna Woodruff | 400 m gát   | 55,49    | 2.       | 54,22    | 2.       | 55,84 | 7.       |

| Versenyző       | Versenyszám | Selejtező | Selejtező | Döntő    | Döntő    |
| Versenyző       | Versenyszám | Eredmény  | Helyezés  | Eredmény | Helyezés |
| --------------- | ----------- | --------- | --------- | -------- | -------- |
| Nathalee Aranda | Távolugrás  | 6,12 m    | 27.       | kiesett  | kiesett  |

## Cselgáncs
Női
| Versenyző        | Versenyszám | 32-es főtábla            | Nyolcaddöntő | Negyeddöntő | Elődöntő | Vigaszág elődöntő | Bronz-mérkőzés | Döntő   | Helyezés |
| ---------------- | ----------- | ------------------------ | ------------ | ----------- | -------- | ----------------- | -------------- | ------- | -------- |
| Kristine Jiménez | Harmatsúly  | Kuzjutyina (ROC) · 00-10 | kiesett      | kiesett     | kiesett  | kiesett           | kiesett        | kiesett | kiesett  |
| Miryam Roper     | Könnyűsúly  | Kim (KOR) · 00-10        | kiesett      | kiesett     | kiesett  | kiesett           | kiesett        | kiesett | kiesett  |

## Kerékpározás
| Versenyző         | Versenyszám         | Idő           | Helyezés      |
| ----------------- | ------------------- | ------------- | ------------- |
| Christofer Jurado | Férfi mezőnyverseny | nem ért célba | nem ért célba |

## Ökölvívás
| Versenyző     | Versenyszám   | Nyolcaddöntő       | Negyeddöntő       | Elődöntő | Döntő   | Helyezés |
| ------------- | ------------- | ------------------ | ----------------- | -------- | ------- | -------- |
| Atheyna Bylon | Női középsúly | Parker (AUS) · 5-0 | Price (GBR) · 0-5 | kiesett  | kiesett | kiesett  |

## Úszás
| Versenyző          | Versenyszám        | Előfutam | Előfutam | Előfutam | Elődöntő | Elődöntő | Elődöntő | Döntő   | Döntő    |
| Versenyző          | Versenyszám        | Idő      | Hely.    | Össz.    | Idő      | Hely.    | Össz.    | Idő     | Helyezés |
| ------------------ | ------------------ | -------- | -------- | -------- | -------- | -------- | -------- | ------- | -------- |
| Tyler Christianson | Férfi 200 m mell   | 2:13,41  | 1.       | 29.      | kiesett  | kiesett  | kiesett  | kiesett | kiesett  |
| Tyler Christianson | Férfi 200 m vegyes | 2:02,70  | 1.       | 40.      | kiesett  | kiesett  | kiesett  | kiesett | kiesett  |
| Emily Santos       | Női 100 m mell     | 1:12,10  | 5.       | 35.      | kiesett  | kiesett  | kiesett  | kiesett | kiesett  |